# Шпански крсташ
Шпански крсташ (лат. Aquila adalberti) угрожена је ендемска врста орла из породице јастребова (лат. Accipitridae) који се гнезди на Пиринејском полуострву (у југозападној Шпанији и суседним областима Португалије). 

## Опис
Шпански крсташ достиже дужину од 78 до 82 цм, има распон крила од 180 -210 цм, и достиже тежину од 2,5-3,5 кг. Перје је углавном тамнобраон боје. На задњој страни врата перје је светлије боје, на раменима и крилима јавља се перје беле боје и то је најочигледнија разлика између њега и орла крсташа. Најчешће се храни кунићима, глодарима, зечевима, голубовима, вранама, паткама и понекад малим псима.

## Угроженост
У 2010. години, било је 279 парова у Шпанији и 3 у Португалу, што представља повећање од 16 парова у односу на 2009. годину.
Налази се на IUCN-овом црвеном списку угрожених врста. У фебруару 2009. год., један мужјак из веома мале португалске популације је убијен.
Име у биномијалној номенклатури је добио по Принцу Адалберту Баварском. 